# Malik Akhmedov
Pour les articles homonymes, voir Akhmedov.
Malik Akhmedov, né le 28 juillet 1995 à Almaty, est un animateur de télévision belge pour la RTBF et également athlète professionnel de callisthénie.

## Biographie

### Animateur de télévision
Malik Akhmedov présente l'émission belge Bouge à la maison avec son frère Manzul Akhmedov sur la chaîne télévisée La Deux. La RTBF a lancé cette émission pour inviter les gens à s'entraîner depuis leur domicile avec des exercices adaptés à tous les niveaux et sans matériel. L'émission Bouge à la maison a été lancée en avril 2020 sur la chaîne nationale belge La Deux.

### Athlète de callisthénie
Malik Akhmedov est depuis 2015, athlète de callisthénie, il a participé a plusieurs shows télévisés avec son groupe Wolf's Bar. 
En 2016, il termine demi-finaliste à l'émission belge Belgium's Got Talent. En 2017, il est invité à l'émission française La France un incroyable talent où il arrive en demi-finale. En 2018, c'est au tour de l'Italie de l'inviter à l'émission Tú sí que vales où il décroche aussi la place de demi-finaliste.

## Performances physiques

### Shows télévisés
| Pays     | Nom de l'émission                     | Chaîne   | Diffusion        |
| -------- | ------------------------------------- | -------- | ---------------- |
| Belgique | Café Corsari                          | Één      | 18 mai 2015      |
| Belgique | Belgium's Got Talent                  | VTM      | 21 novembre 2016 |
| Belgique | De quoi je me mêle                    | RTL TVI  | 1er avril 2017   |
| Belgique | Bouge à la maison                     | RTBF     | 13 avril 2020    |
| Italie   | Tu Si Que Vales                       | Canale 5 | 18 novembre 2018 |
| France   | Ninja Warrior : Le Parcours des héros | TF1      | Juillet 2018     |
| France   | La France a un incroyable talent      | M6       | 7 décembre 2017  |
| France   | TPMP                                  | C8       | 18 aout 2018     |
| France   | Vendredi tout est permis avec Arthur  | TF1      | 10 juillet 2020  |
| Pays-Bas | Circus Gerschtanowitz                 | SBS 6    | 12 novembre 2017 |

### Représentations mondiales
- 2016 : Nordic Street Workout Championship - Helsinki
- 2017 : BMW - World Avant-Premiere - Anvers[6].
- 2017 : Ninja Warrior France - Paris - TF1
- 2017 : De quoi je me mêle -  Bruxelles - RTL-TVI[7].
- 2018 : La France a un incroyable talent - Paris - M6
- 2018 : Skybar - Beyrouth[8].
- 2019 : Tú sí que vales - Rome - Canale 5
- 2019 : TPMP - Paris - C8
- 2020 : Vendredi tout est permis avec Arthur - Paris - TF1
- 2020 : Bouge à la maison - Bruxelles - RTBF